# Rio Agwei

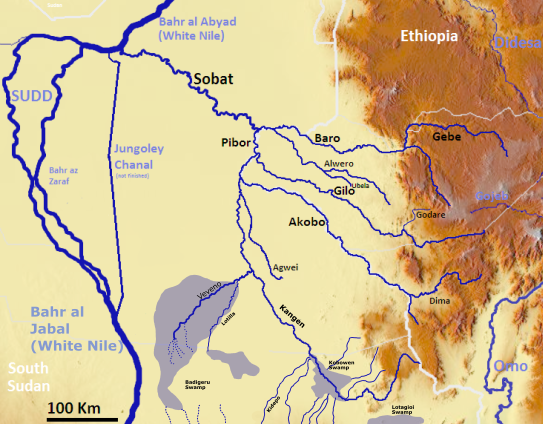
Bacia do rio Sobat

O rio Agwei, também conhecido como Agvey, é um afluente do rio Pibor que atravessa o leste do Sudão do Sul e o oeste da Etiópia.  Os seus próprios afluentes incluem os rios Abara e Kongkong.  O rio é um barranco, ou ravina, que pode secar durante a estação seca, mas rapidamente se torna um curso de água devido às fortes chuvas durante a estação chuvosa. 